# Frontopsylla exilidigita
Frontopsylla exilidigita är en loppart som beskrevs av Liu Chiying, Wu Houyong et Chang Fengbo 1974. Frontopsylla exilidigita ingår i släktet Frontopsylla och familjen smågnagarloppor.

## Underarter
Arten delas in i följande underarter:
- F. e. exilidigita
- F. e. tiebuensis